# Costante Maltoni
Costante Maltoni (Forlimpopoli, 12 febbraio 1915 – Roma, 1º febbraio 1980) è stato un arcivescovo cattolico e diplomatico italiano.

## Biografia
Nasce a Forlimpopoli, allora in provincia di Forlì e diocesi di Bertinoro, il 14 febbraio 1915.

### Formazione e ministero sacerdotale
Compie gli studi umanistici (ginnasio e liceo classico) rispettivamente nei seminari di Bertinoro e Bologna, dove aggiunge il quadriennio in teologia. È autore fin da giovane, di apprezzati brani di prosa, poesie e di saggi, alcuni dei quali pubblicati nella rivista "Fiera letteraria".
Il 26 giugno 1938 è ordinato presbitero nella chiesa di San Pietro a Forlimpopoli.
Dopo l'ordinazione ricopre vari incarichi locali, e in seguito frequenta la Pontificia Università Lateranense, conseguendo la laurea in utroque iure nel 1942.
Nel 1946 frequenta la Pontificia accademia ecclesiastica di Roma e nel 1948 è nominato addetto di nunziatura e presta servizio presso la Segreteria di Stato della Santa Sede.

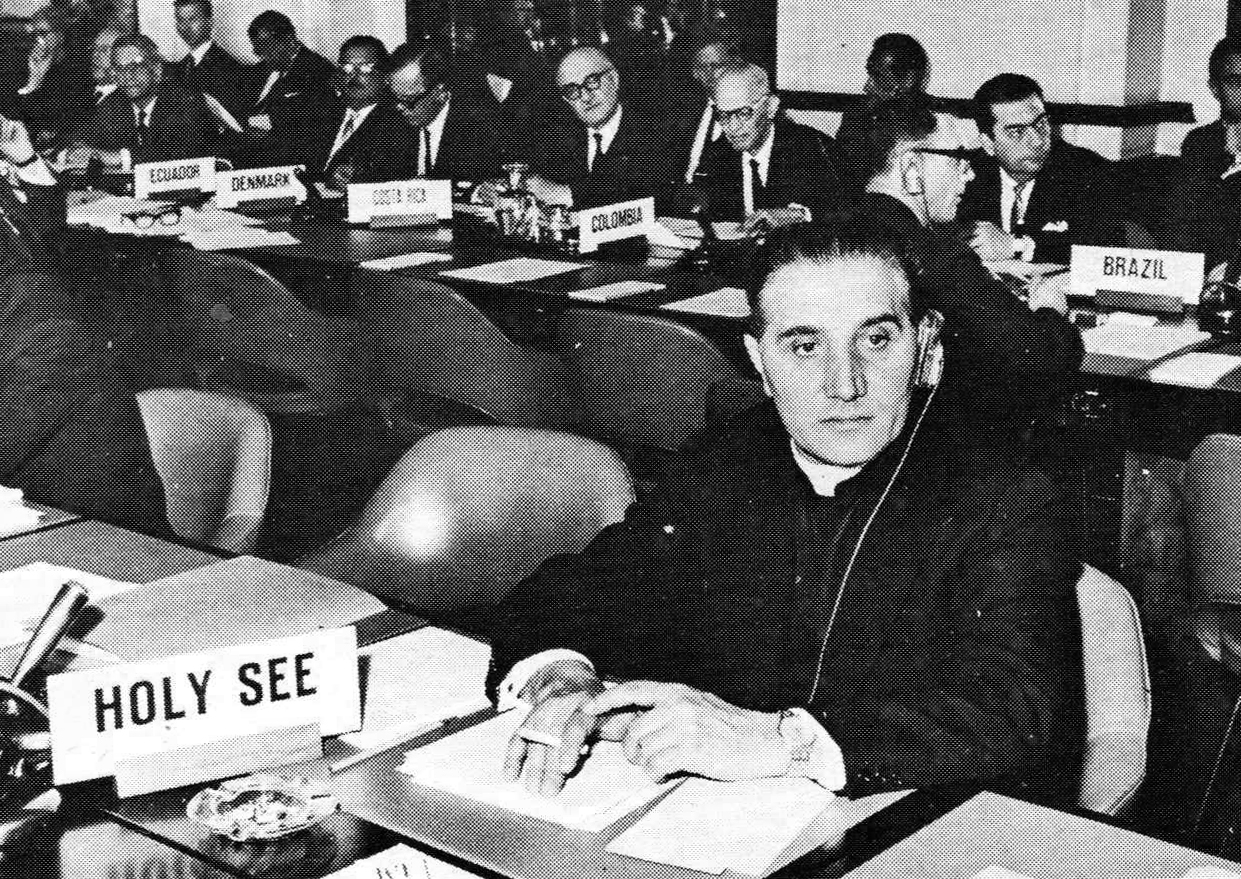
1958 - Ginevra Mons. Costante Maltoni delegato della Santa Sede presso l'Alto Commissariato per i Rifugiati O.N.U

Seguono incarichi nelle nunziature delle Isole Filippine (1950), Turchia (1953), India (1956), e a Saigon, Vietnam (1958). Consegue la nomina a consigliere di nunziatura e dirige i rapporti tra Vaticano e organizzazioni internazionali a Ginevra (1961), quindi diventa delegato della Santa Sede presso l'Alto commissariato delle Nazioni Unite per i rifugiati (C.I.M.E., A.S.C.S.D.C., B.I.T.).

#### L'impegno nella resistenza Antifascista
Durante il passaggio del fronte di guerra a Forlimpopoli è tra gli esponenti di rilievo della Resistenza.
Assieme al marchese Gianraniero Paulucci e Silvio Corbari, nella sua casa di via Monte Grappa elabora il comunicato insurrezionale agli Italiani intestato "Movimento Patriottico Giovane Italia", di cui la famiglia conserva tuttora il documento originale.
Membro cittadino e provinciale del Comitato di Liberazione, opera nel contempo per attivare sezioni della nascente Democrazia Cristiana.

### Ministero episcopale

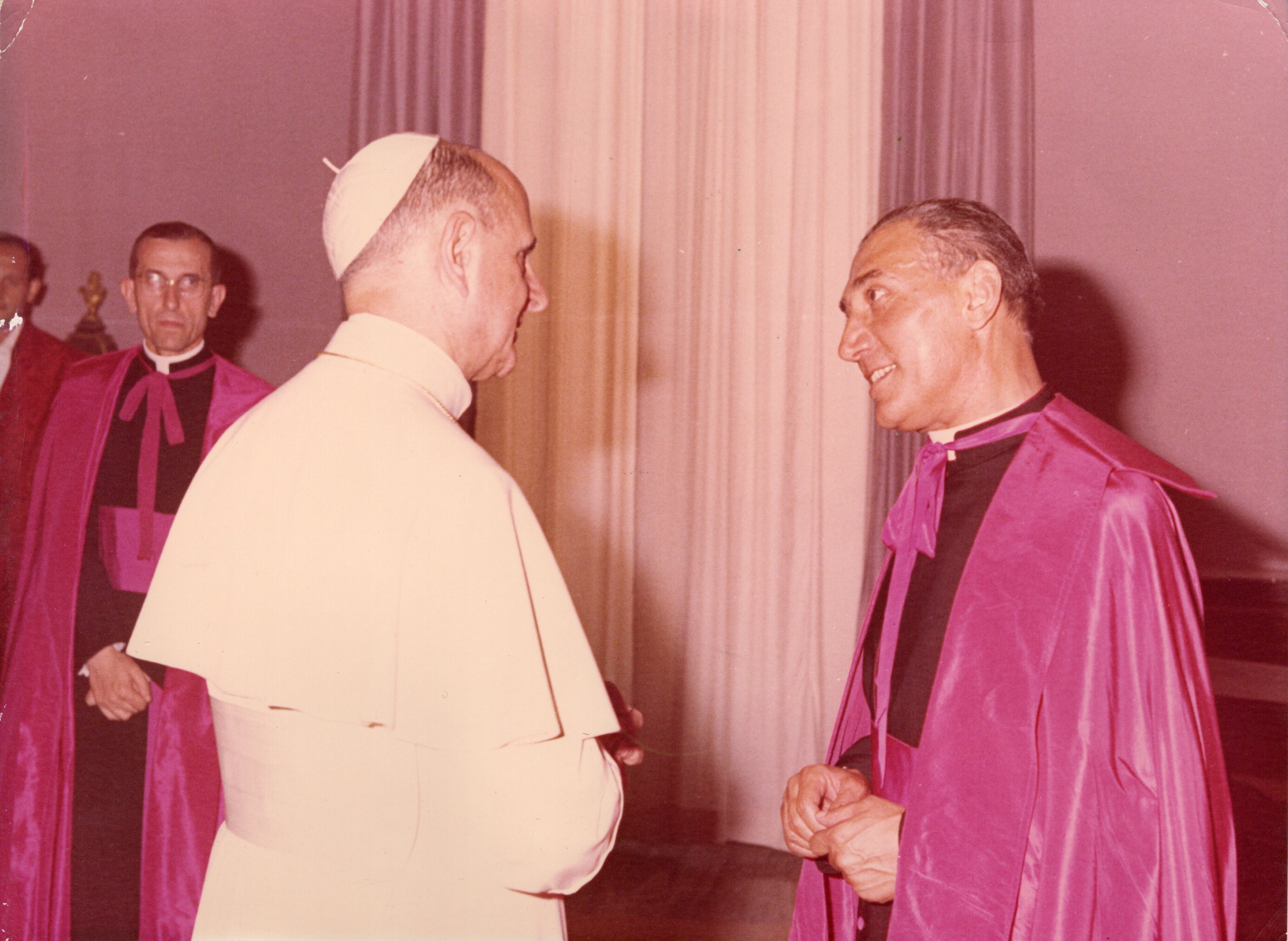
Mons. Costante Maltoni con Papa Paolo VI

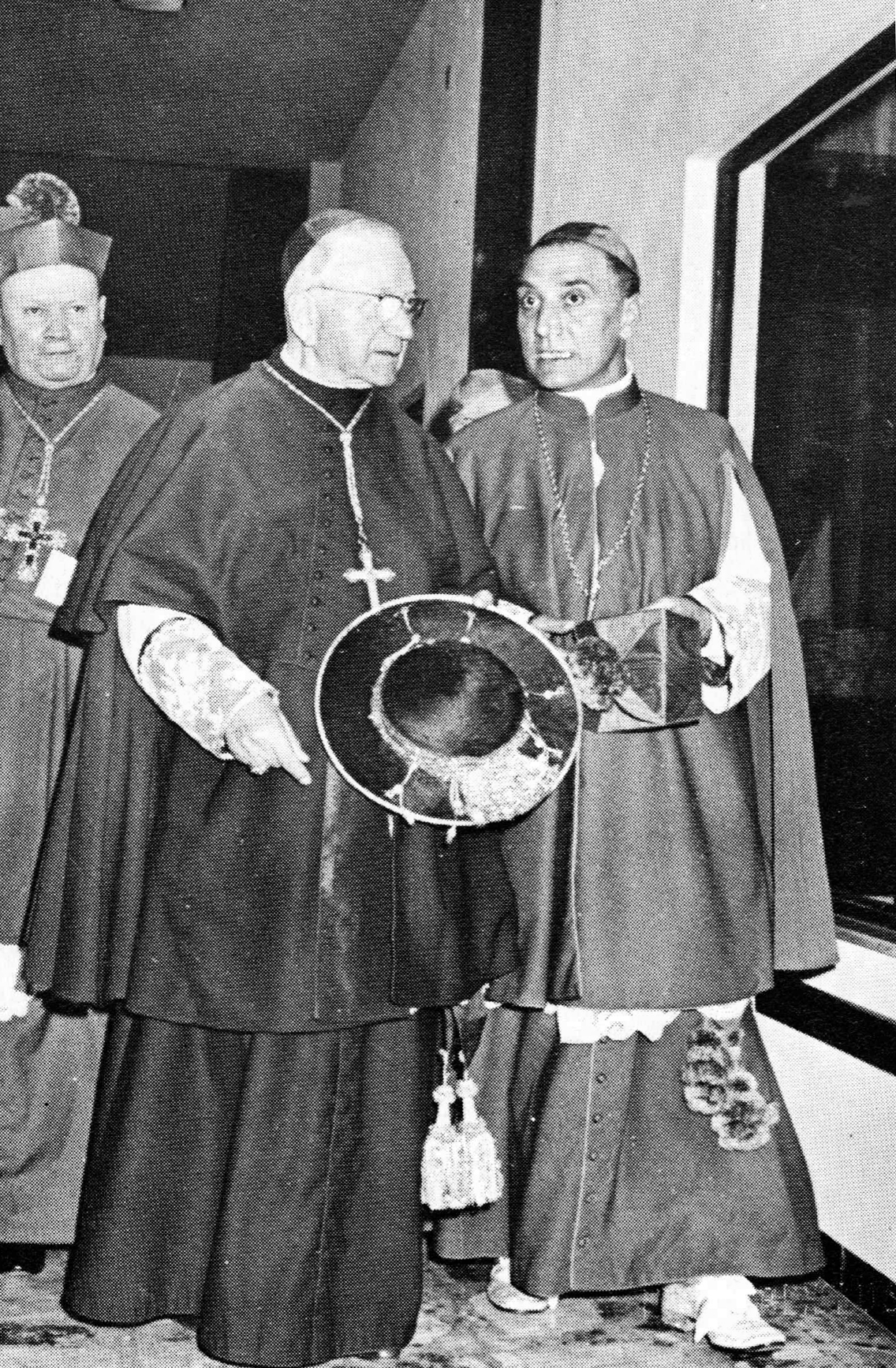
Forlimpopoli, basilica di San Rufillo: consacrazione episcopale mons. Costante Maltoni (a destra), con il cardinale Amleto Giovanni Cicognani (al centro) e il vescovo Giuseppe Bonaccini (a sinistra).

Il 2 gennaio 1967 papa Paolo VI lo nomina arcivescovo titolare di Tugga e pro-nunzio apostolico in Pakistan. Il 12 marzo seguente riceve l'ordinazione episcopale, nella basilica di San Rufillo a Forlimpopoli, dal cardinale Amleto Giovanni Cicognani, co-consacranti l'arcivescovo Salvatore Baldassarri e il vescovo Giuseppe Bonaccini.
Nel 1970 rinuncia all'incarico per gravi motivi di salute e rientra in Italia; avendo incarichi presso la Segreteria di Stato vaticana si stabilisce a Roma, dove muore il 1º febbraio 1980, all'età di 64 anni, per un collasso cardio circolatorio. Riposa nella tomba di famiglia situata nel cimitero monumentale di Forlimpopoli.

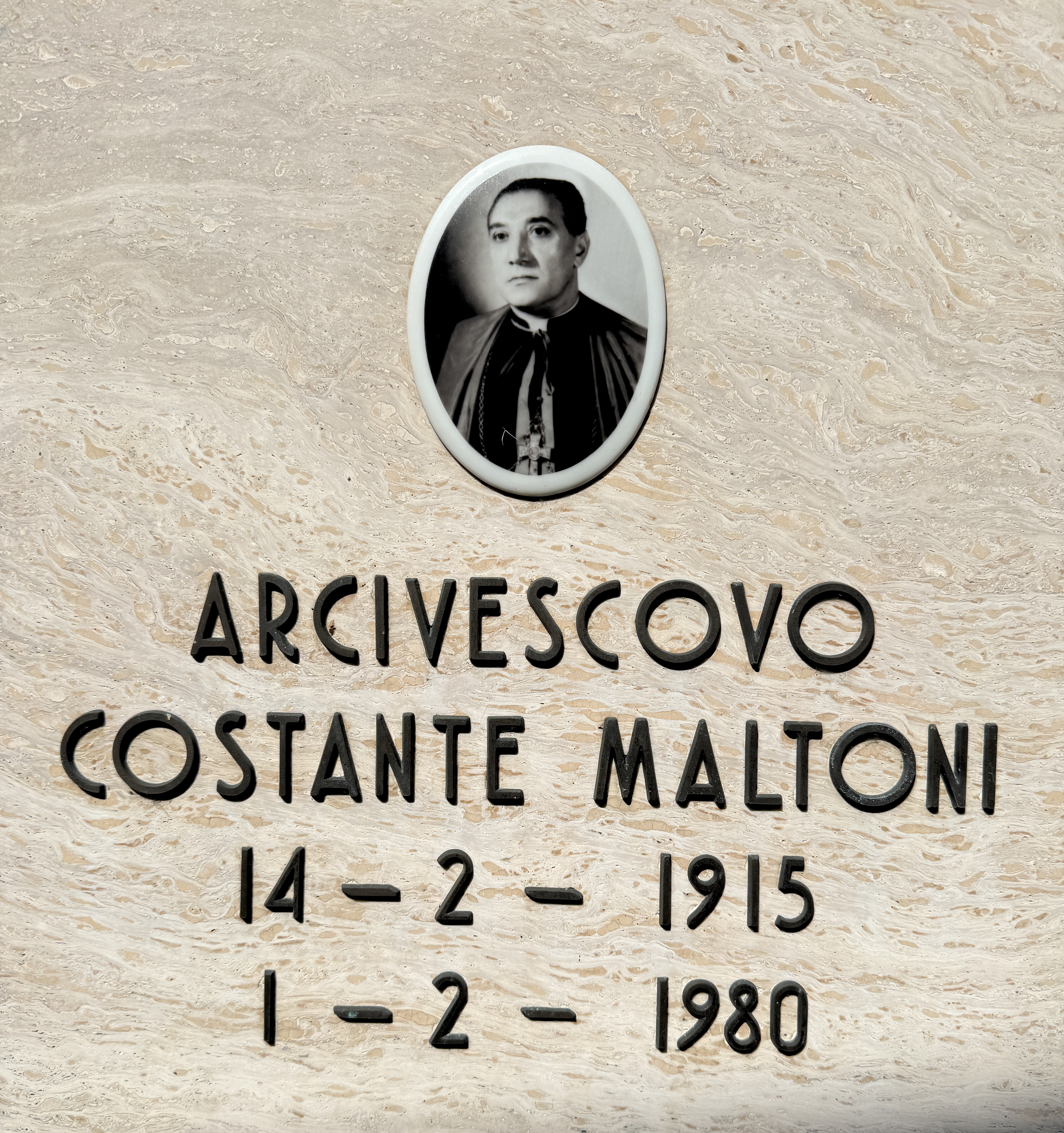
Epitaffio della tomba di Mons. Costante Maltoni nel cimitero monumentale di Forlimpopoli.

## Genealogia episcopale e successione apostolica
La genealogia episcopale è:
- Cardinale Scipione Rebiba
- Cardinale Giulio Antonio Santori
- Cardinale Girolamo Bernerio, O.P.
- Arcivescovo Galeazzo Sanvitale
- Cardinale Ludovico Ludovisi
- Cardinale Luigi Caetani
- Cardinale Ulderico Carpegna
- Cardinale Paluzzo Paluzzi Altieri degli Albertoni
- Papa Benedetto XIII
- Papa Benedetto XIV
- Papa Clemente XIII
- Cardinale Marcantonio Colonna
- Cardinale Giacinto Sigismondo Gerdil, B.
- Cardinale Giulio Maria della Somaglia
- Cardinale Carlo Odescalchi, S.I.
- Cardinale Costantino Patrizi Naro
- Cardinale Lucido Maria Parocchi
- Papa Pio X
- Cardinale Gaetano De Lai
- Cardinale Raffaele Carlo Rossi, O.C.D.
- Cardinale Amleto Giovanni Cicognani
- Arcivescovo Costante Maltoni

La successione apostolica è:
- Vescovo Joachim J. Rozario, C.S.C. (1968)
- Arcivescovo Michael Rozario (1968)

## Intitolazioni

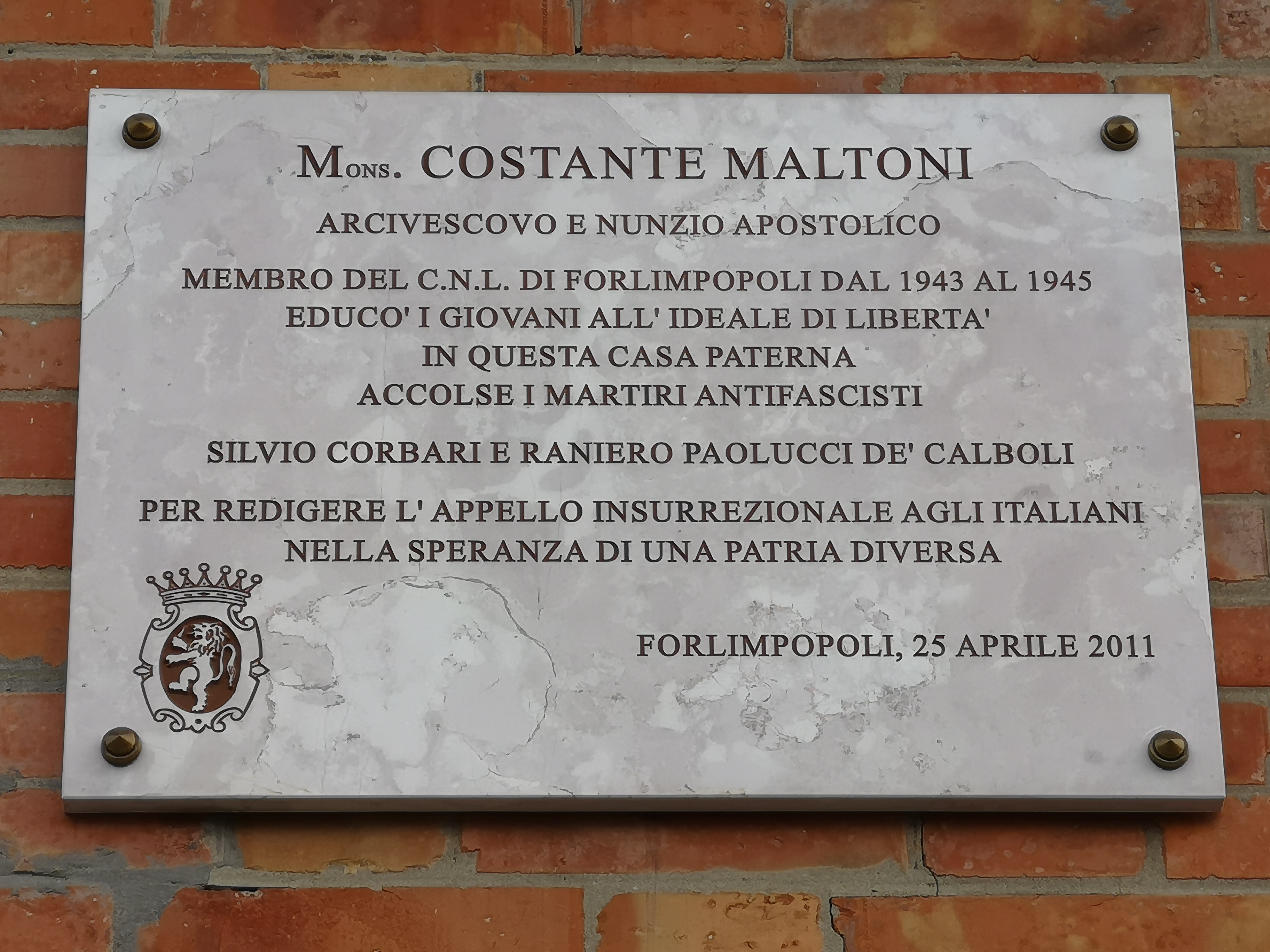
Forlimpopoli: targa in ricordo di mons. Costante Maltoni in Via Monte Grappa

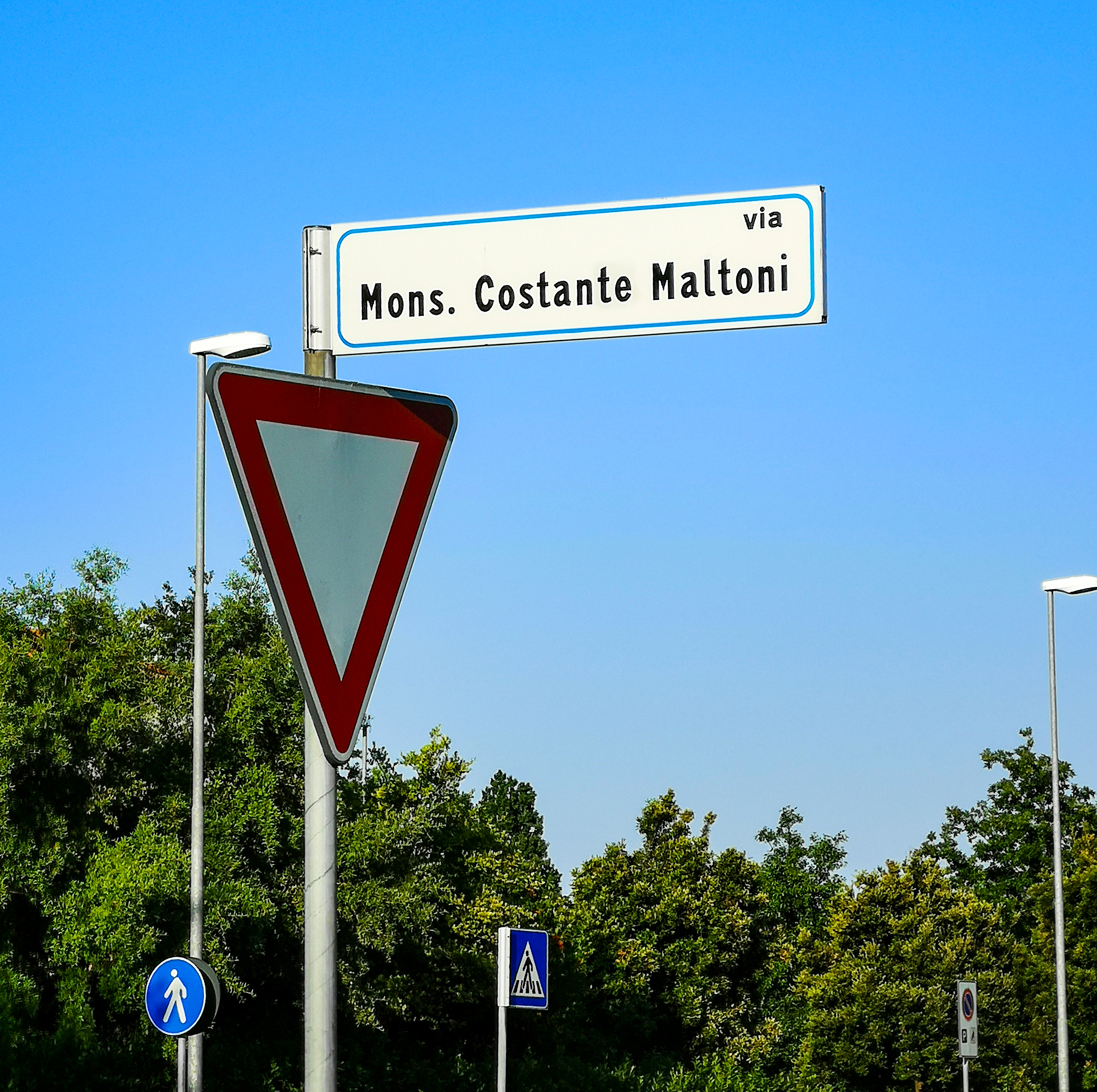
La targa della via di Forlimpopoli intitolata a Mons. Costante Maltoni

- A Costante Maltoni è stata intitolata l'omonima via a Forlimpopoli in provincia di Forlì Cesena
- Il 25 aprile 2011 una targa commemorativa è stata apposta dal comune di Forlimpopoli sulla casa natale di Costante Maltoni. La casa è la stessa in cui si organizzò la resistenza antifascista e dove fu scritto il comunicato insurrezionale agli italiani dal titolo "Movimento Patriottico Giovane Italia".